# Kłopoty Kacperka góreckiego skrzata
Kłopoty Kacperka góreckiego skrzata – książka dla dzieci autorstwa Zofii Kossak. Pierwszy raz wydana w 1926 r. Akcja powieści osadzona jest na Śląsku Cieszyńskim, a bohaterem jest tytułowy skrzat Kacperek. Według niektórych badaczy literatury dzieło jest „jedną z najpiękniejszych baśni polskich”. Lektura szkolna dla młodszych dzieci od 2021 r.

## Wydania i tłumaczenia
Była to trzecia książka autorki i jedyna w jej twórczości skierowana do dzieci. Autorka pisała książkę dla swoich dzieci, Julka i Tadzia, którzy pojawiają się także w książce.
Pierwsze wydanie ukazało się w 1926 r. nakładem Krakowskiej Spółki Wydawniczej. Kolejne wydania ukazały się m.in. w latach 1938 (antydatowane do 1937); 1946, 1958, 1968, 1985 (dwukrotnie), 1996, 2004 (dwukrotnie), 2008, 2019. W 1928 r. książka została przetłumaczona na język angielski (The troubles of a gnome, Londyn, A & C Black). Wydania miały różnych ilustratorów; pierwsze wydanie ukazało się z ilustracjami Karola Kossaka, inni ilustratorzy to Adam Kilian (1958), Antoni Boratyński (1968), Krystyna Gorecka-Wencel (1985), Krzysztof Marcinek (1985), Katarzyna Słowiańska (1986), Joanna Ciombor (2004, 2008), Feliks Matyjaszkiewicz (2004) i Bartłomiej Grudzień (2019).

## Nawiązania i inne wersje
Autorka rozważała napisanie kontynuacji powieści, ale plan ten nie został zrealizowany.
Utwór był adaptowany na sceny teatralne, m.in. w latach 1998 (Teatr Lalka) i 2016 (Teatr Gry i Ludzie).
Na początku pierwszej dekady XXI wieku Se-ma-for pracował nad filmem lalkowym na podstawie książki pt. „Maru – Tajemniczy Talizman”; reżyserem był Jacek Łechtański. Film był określany w mediach jako „polska superprodukcja animowana”, z ponad pięćdziesięcioma bohaterami lalkowymi, ale nigdy nie został ukończony.
Pozycja jest też dostępna jako audiobook (2017, czyta Anna Polony).

## Fabuła
Akcja powieści osadzona jest na Śląsku Cieszyńskim. Tytułowy skrzat Kacperek to „dobry duch” dworu w Górkach Wielkich (dokąd w tym czasie przeprowadziła się sama autorka), gdzie mieszkał od jego powstania (w ok. XVII w., w trakcie powieści ma 314 lat). Kacperek często walczy z demonem Sato, mieszkającym na pobliskiej górce (Zebrzydka); w utworze pojawiają się inne fantastyczne postacie, takie jak Hlacz Chlustacz, władca rzeki Brennicy, czy pomniejsze skrzaty i duszki, wymyślone przez autorkę (np. kanapony, zbierające pożyteczne przedmioty w obitych bokach kanap). W pewnym momencie Sato kradnie magiczny kolczyk Kacperka, a następnie porywa jego samego; na pomoc mu ruszają jego przyjaciele. Dochodzi do bitwy między siłami dobra i zła (sojusznikami Kacperka i Sato), którą wygrywają ci pierwsi.

## Odbiór i analiza
Już w okresie przedwojennym, po publikacji angielskiego wydania, austriacki historyk literatury Otto Forst de Battaglia pochwalił książkę, pisząc, że „jest ona jedną z najpiękniejszych baśni na świecie”.
W 2004 r. filolog Jolanta Ługowska opisała książkę jako „jedną z najpiękniejszych baśni polskich”. W tym samym roku ukazała się książka Wokół „Kłopotów Kacperka góreckiego skrzata” Zofii Kossak: materiały dla nauczycieli przedszkoli i szkół podstawowych. W nawiązaniu do niej, Barbara Pytlos pisząc w czasopiśmie „Guliwer”, zauważyła, że książka w połączeniu z materiałami edukacyjnymi może uczyć dzieci historii, geografii i matematyki. Pytlos także pozytywnie oceniła graficzną stronę wydania z 2004 r., chwaląc ilustrację Joanny Ciombor. Odniosła się także do analizy literaturoznawczyni Krystyny Heski-Kwaśniewicz, zamieszczonej we Wstępie do tego wydania. Heska-Kwaśniewicz także uznała tę książkę za najpiękniejszą baśń polską, nazywając ją także „arcydziełem swego gatunku”; pochwaliła książkę m.in. jako „lekcję uczciwości i patriotyzmu oraz niezapomnianą przygodę” a jej język opisała jako „wzór piękna, poprawności i prostoty”.
W 2015 r. literaturoznawca Michał Borodo zanalizował angielskie tłumaczenie książki (tłumaczem była Monica Gardner; ilustratorem angielskiego wydania był Charles Folkard), którą uznał za „prawdziwie polską baśń, o głęboko religijnym wydźwięku, napisana piękną, momentami lekko archaiczną polszczyzną”, zwracając uwagę na wagę, jaką przywiązuje główny bohater – tytułowy skrzat Kacperek – do polskości (zwłaszcza polskiego języka) i Boga. Borodo zauważył też, że z bliżej niewyjaśnionych przyczyn w angielskim tłumaczeniu usunięto imię bohatera, który staje się „anonimowym gnomem”. Borodo pokreślił, że książka zawiera liczne i pozytywne odniesienia do Polski i jej historii i „jest przykładem tekstu, który potencjalnie mógłby przyczynić się do pozytywnego wizerunku Polski w krajach anglojęzycznych”, gdyby ukazał się w więcej niż jednym wydaniu.
W 2020 r. analizę dzieła przedstawiła Krystyna Heska-Kwaśniewicz w książce Zmysły i literatura dla dzieci i młodzieży. Według literaturoznawczyni jest to baśń zawierająca cechy baśni ludowej i literackiej. Pochwaliła malarskie, „mistrzowskie”, opisy przyrody i bohaterów oraz język utworu (jego „onomatopeiczne i semantyczne walory”), zwracając uwagę na eksponowanie barw, kolorów i zapachów, a także na pomysłowe nazwy fantastycznych stworków wymyślonych przez autorkę. Zauważyła też jednak, że pewne fragmenty książki mają na celu wywołanie grozy i odrazy wśród czytelnika (opisy antagonistów i ich losów, takie jak śmierć sowy – pomocnika demona). Zmagania pomiędzy Kacperkiem a Sato widzi jako klasyczny motyw walki dobra ze złem. Heska-Kwaśniewicz zwróciła w swojej analizie też uwagę na religijną warstwę utworu („zapewnienie o Bożej opiece” i inne odniesienia do religii chrześcijańskiej). Do walorów edukacyjnych książki zaliczyła krajoznawcze opisanie okolicy Śląska Cieszyńskiego, pisząc, że książka „także obecnie może stanowić doskonały przewodnik po Śląsku Cieszyńskim”.
Także w 2020 r. książkę zrecenzował dla fanzinu „Esensja” Wojciech Gołąbowski, uznając ją za „pięknie ilustrowaną opowieść... o walce dobra ze złem”, a także „O pokonywaniu własnych słabości. O tym, że nie warto służyć złym. O tym, że nie ma sensu udawanie, że zło nas nie dotyczy, ominie, zostawi w spokoju. O tym, że warto mieć przyjaciół, być życzliwym dla innych. O tym, że nawet największy tchórz może w sobie odnaleźć odwagę”.
Książka została lekturą szkolną dla klas I–III szkoły podstawowej w 2021 r. (była nią dalej w 2024/2025). Odnosząc się w tym roku do wpisania pozycji na listę lektur, wnuk autorki, literaturoznawca François Rosset, uznał pozycję za „wspaniałą”, ale równocześnie za trudną dla większości dzisiejszych dzieci z powodu swojego skomplikowanego, choć pięknego, języka, a niedawne dodanie kilku pozycji Kossak-Szczuckiej do listy lektur uznał za „operację ideowo-polityczną”. Dodanie książki do listy lektur skrytykował też dziennikarz Wojciech Szot, krytykując ją jako przestarzałą i anty-niemiecką, a także anty-śląską (według Szoty w książce Niemcy opisani są jako „źli okropnie”, a Ślązacy nie pojawiają się, bo „psuliby swoim wyglądem i językiem polską idyllę”). Równocześnie, według Anny Józefowicz, MEN uzasadniło wprowadzenie książki na listę lektur jako pozycję mającą „wzmacniać poczucie tożsamości regionalnej”.
Według Zofii Ozaist-Zgodzińskiej, piszącej w 2022 r., książka jest adresowana do dzieci młodszych (około 8–10 roku życia) i wychowywanych przed II wojną światową.
W 2023 r. książkę skrytykował Jacek Podsiadło, który za bardziej wartościowy utwór uznał powieść fantasy Ruiny Gorlanu australijskiego pisarza Johna Flanagana. Utwory Kossak-Szczuckiej ironicznie opisał jako „doskonale dobrane przez ministra edu do zainteresowań współczesnego ucznia” takich jak „nośność kur czy bogactwo szaty roślinnej”.